# Barrio San Pío X (Itagüí)
San Pío X es un barrio del suroeste de Itagüí, en Colombia, con 5.100 habitantes. Es valorado como uno de los barrios con más historia en la ciudad, además de recibir miles de visitantes en Semana Santa por su reconocida tradición religiosa, que se remonta hasta mediados de 1955.

## Historia
El barrio San Pío X se fundó aproximadamente en 1950  con una población que llegaba atraída por el creciente avance económico y social del sector. En 1972  se establecieron los nuevos límites del barrio dividiéndolo en 4 poblaciones. 
El nombre del barrio se dio por la iglesia del sector que tenía el nombre del  papa Pío X. Esta iglesia de corriente católica  estuvo desde el momento de la fundación del barrio, de hecho se había convertido en un referente de la población. Este hecho ha marcado una clara tradición religiosa en la población del sector, y ha conseguido que con el pasar de los años mucha gente de la ciudad y de otras ciudades participen de la época santa incluso de otras religiones; ya que se considera una tradición relevante en la comunidad. 

## Características
El barrio tiene aproximadamente un 65%  residencial, un 20% de carácter comercial y un  15% industrial. En el mismo se encuentra la Iglesia San Pío X y el Hospital del Sur además del centro gerontológico “Hogar de los Recuerdos”.